# Lafuentemyia limbisquamum
Lafuentemyia limbisquamum là một loài ruồi trong họ Tachinidae.